# 3K90

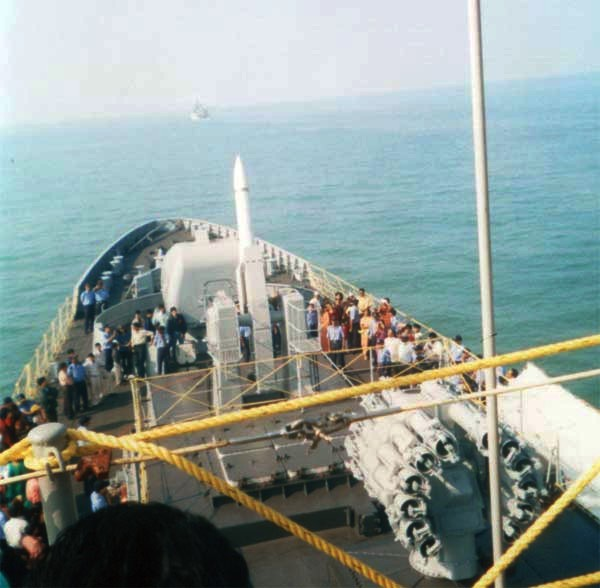
タルワー級フリゲート搭載の 3S90 発射機。ミサイルが装填状態にある。

9M38M1 ミサイルと 9M317 ミサイル。

M-22 「ウラガーン」（ロシア語: М-22 «Ураган»）は、ソビエト連邦（以下、ソ連）で開発された艦隊防空ミサイル・システム。GRAUインデックスは3K90（3К90）、また輸出版は「シュチーリ」（«Штиль»）と称される。

## 来歴
本システムの開発は、1972年1月13日付けの党中央委員会および閣僚会議の決議に基づいて着手された。開発にあたっては、アルテア研究所のG・N・ヴォルギン主任設計官を責任者として、ミサイルの開発はファケル設計局、その製造はドルゴプルドニ科学製造工場、またシステムの製造はウリヤノフスク機械工場によって分担された。1970年代後半より、当時試験艦として運用されていたカシン型駆逐艦「プロヴォールヌイ」でのテストが開始され、1980年より実艦への搭載を開始、956型駆逐艦（ソヴレメンヌイ級）の主要対空兵器として採用されて、1983年より就役状態に移行した。

## ウラガーン
1972年の決議には陸軍向けの9K37「ブーク」の開発も盛り込まれており、本システムは実質的にその艦載型となっている。中距離防空ミサイル・システム（ZRK: 逐語訳では「防空ロケット・コンプレクス」）として、限定的な艦隊防空および装備艦の個艦防空に供される。
ミサイルは地上型の9K37と共通で、9M38が採用され、後に9M38M1に更新された。西側諸国ではSA-N-7「ガドフライ」（Gadfly）と称される。推進方式は二重推力型の固体燃料ロケット、誘導方式はオートパイロットおよびセミアクティブ・レーダー・ホーミングで、最大射程は目標高度1,000メートル以上であれば25キロ、対艦ミサイル防御の場合には12キロとなる。ミサイル24発を収容できる弾庫を備えた旋回・俯仰式のMS-196単装発射機（GRAUインデックス: 3S90）によって運用されており、ミサイルの外形や誘導方式とあわせて、西側諸国のターター・システム（ターター・ミサイルおよびMk.13 GMLS）との類似性が指摘されている。
射撃指揮システム部分には3R90のGRAUインデックスが付されており、ミサイルの誘導を担当するMR-90「アリェーフ」（NATO名「フロント・ドーム」）火器管制レーダー6基が含まれる。システム固有の捕捉レーダーは持たないため、艦の3次元レーダー（通常はMR-700「フレガート-M」）から目標情報の移管を受ける。12個の目標を同時追尾し、うち6個を攻撃することができる。

## ヨーシュ

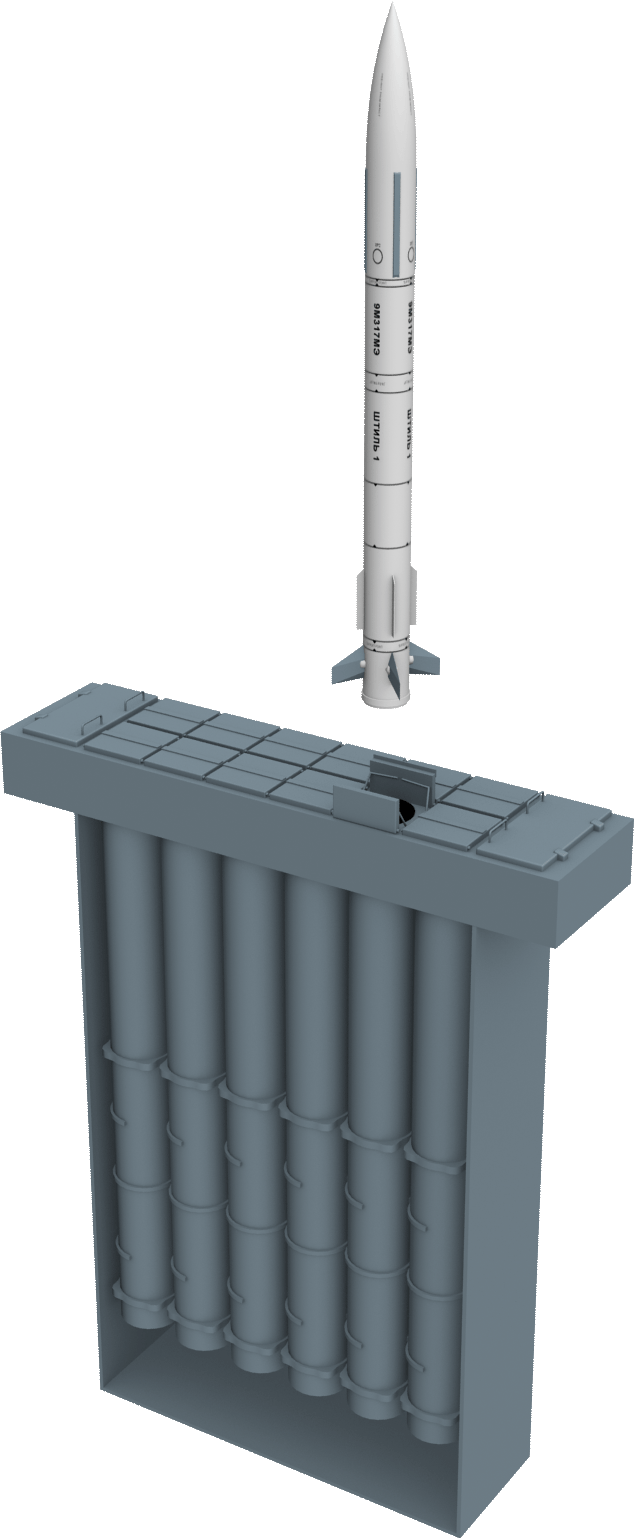
9M317M ミサイルと 3S90E.1 発射装置。

地上型が9K37M1-2 「ブークM2」に発展するのに歩調を合わせて、艦載型も「ヨーシュ」（«Еж»）へと発展した。ミサイルは9M317に更新され、西側諸国ではSA-N-12「グリズリー」（Grizzly）と称される。
ロシア海軍での装備化当初は「ウラガーン」と同型の3S90単装発射機を用いていたが、後にVLSである3S90M（輸出型は3S90E）に変更したモデルも登場し、こちらは「シュチーリ-1」（«Штиль-1»）として輸出に供された。VLS化にあわせて、捕捉レーダーと火器管制レーダーを兼ねた多機能レーダーとしてのフェーズドアレイレーダーの導入も図られた。
ロシアでは、艦載用SAMの垂直発射化という点では既にS-300F フォールトを実用化していたが、同システムのVLSはリボルバー式だったのに対し、本システムの3S90M・3S90Eでは西側諸国のMk.41と同様にミサイル発射筒の数だけ発射口を設けて、ミサイルはそれぞれの発射口から飛び出していくというシンプルな方式が採用されており、ミサイルの保管容器と発射装置を兼ねるMS-487キャニスターを束ねた構造となっている。これによりミサイル発射速度は大きく向上し、3S90単装発射機では初弾発射後に2発目の発射までに約12秒を要したのに対して、3S90M・3S90Eでは1-2秒間隔での連続発射が可能となっている。MS-487キャニスター12基でVLSモジュールが構成されており、システムの規模に応じてモジュールを増減することができる。なおVLS化にあわせてミサイルも9M317M（輸出型は9M317ME）に変更されており、VLSのセルに収容するため安定翼や制御翼を小型化したり折り畳み式にするとともに、これに伴う安定性・操縦性の低下を補うため、サイドスラスターを追加している。

## 運用者と搭載艦
- ソビエト連邦海軍/ ロシア海軍
  - 956型駆逐艦（ソヴレメンヌイ級）
  - 11356M型フリゲート（アドミラル・グリゴロヴィチ級）
- 中国人民解放軍海軍
  - 956E/E型駆逐艦（杭州級）
  - 052B型駆逐艦（旅洋I型） ※シュチーリ
- インド海軍 - いずれもシュチーリ
  - 15型駆逐艦（デリー級）
  - 11356型フリゲート（タルワー級）
  - 17型フリゲート（シヴァリク級）